# Porcellanola langtangi
Porcellanola langtangi is een vlinder uit de familie visstaartjes (Nolidae). De wetenschappelijke naam van de soort is voor het eerst geldig gepubliceerd in 2010 door Gyula M. László, Gábor Ronkay & Thomas Joseph Witt.

## Type
- holotype: "male. 24.IX.1994. leg. G. Csorba & L. Ronkay. genitalia slide No. LGN 460"
- instituut: HNHM, Boedapest, Hongarije
- typelocatie: "Nepal, Langtang, 1950 m, 1,5 km NE Dhunche, 85°18'E, 28°06'N"